# Jean Despois
Pour les articles homonymes, voir Despois.
 (février 2022).
Si vous disposez d'ouvrages ou d'articles de référence ou si vous connaissez des sites web de qualité traitant du thème abordé ici, merci de compléter l'article en donnant les références utiles à sa vérifiabilité et en les liant à la section « Notes et références ».
Jean Despois, né le 19 janvier 1901 à Paris et mort le 6 juillet 1978 à Voiron, est un historien et un géographe français.
Spécialiste du Maghreb durant la colonisation française, il devient en 1946 professeur à la Faculté des lettres d'Alger.

## Biographie
Fils d’André Eugène Despois (1870-1931), normalien, professeur de Lettres, et de Marie-Louise Kortz, fille du proviseur du Lycée Montaigne, Jean Despois est né à Paris le 19 janvier 1901. Il passe son baccalauréat littéraire au Lycée Fustel-de-Coulanges de Strasbourg, où son père a été nommé proviseur en octobre 1919. Il effectue à Strasbourg ses études universitaires, y passe son agrégation d’Histoire et Géographie (reçu 8e) ainsi qu’un diplôme d’études supérieures portant sur les vallées vosgiennes. Il y prend le goût des randonnées en montagne, qu’il poursuivra tous les étés lors des vacances familiales dans les Alpes.

### Carrière
En 1924, Jean Despois part pour Tunis et y épouse Pauline Vacherot, fille d’un professeur de Lettres de Tunis, qu’il avait connue étudiante à Strasbourg. De 1924 à 1937, Jean Despois enseigne la géographie à Tunis tandis que son épouse enseigne les Lettres. Il est professeur au Collège Sadiki, puis, à partir de 1934, au lycée Sadi Carnot. De 1931 à 1937, il dirige la Revue tunisienne.
Ayant obtenu, par son maître Augustin Bernard, une bourse de la Fondation Rockefeller pour effectuer une étude en Libye italienne, il part pour l’Italie en juillet 1932 afin de se perfectionner dans la langue italienne. Il y rencontre des représentants du milieu colonial et de l’Université italienne. Après quelques mois, il se rend en Tripolitaine étudier sur place les problèmes sociaux et économiques que pose la colonisation italienne. Ce sujet sera finalement celui de sa thèse complémentaire La colonisation italienne en Libye, problèmes et méthodes (1935). De retour à Tunis en septembre 1933, il s’attaque à la rédaction de sa thèse principale, soutenue à Paris en 1935 : Le Djebel Nefousa (Tripolitaine). Étude Géographique.
En 1937, il est nommé à la Faculté des Lettres d’Alger où il obtient en 1946 une chaire de professeur de géographie. Il poursuit parallèlement ses expéditions d’observation sur le terrain dans le bled, auprès des paysans de Kabylie. À partir de 1941, il dirige la Revue africaine. Hostile au régime de Vichy, il apporte une aide discrète à des collègues juifs et à des réfugiés, fréquente Louis Joxe, acteur de la Résistance qui s’organise autour de de Gaulle. Après le débarquement, il offre ses services à l’État-Major auquel il fournit les cartes qu’il a établies des territoires occupés (Libye, Tunisie, Tripolitaine). En 1944-45, il participe à la mission scientifique du Fezzan (région du Sud-Ouest de la Libye, ex-colonie italienne sous administration française de 1943 à 1951). Puis un séjour au Cameroun et en Côte d’Ivoire lui fournit de précieux éléments de comparaison avec le Maghreb. En 1949, il reçoit le premier prix Paul-Pelliot pour L’Afrique du Nord, ouvrage de géographie humaine. Le second, prix "junior", couronne Claude Lévi-Strauss pour son essai de sociologie Les Structures élémentaires de la parenté. En 1950, il reçoit le Prix Binoux de l’Académie des sciences pour l’ensemble de son œuvre. De septembre à fin décembre 1954, il donne une série de cours à l’Université de Montréal.
En 1957, il est nommé professeur à la Sorbonne à Paris, tout en maintenant des contacts étroits avec les universités de Tunisie, d’Algérie ainsi que du Maroc. Il y achève sa carrière en 1969 mais poursuit ses activités comme professeur honoraire.
Son œuvre s’intéresse aux réalités physiques, mais également humaines (historiques, économiques et sociales) de l’Afrique du Nord à l’époque de la colonisation française. Il en a cartographié les territoires, et lui a consacré plusieurs ouvrages (voir la bibliographie) ainsi que d’innombrables articles publiés dans les Annales (15 articles de 1939 à 1962), les Annales de Géographie (69 articles de 1929 à 1972), l’Information géographique (2 articles de 1947 à 1957), les Cahiers d’Outre-Mer (3 articles de 1960 à 1969) et la Revue de Géographie alpine (6 articles de 1945 à 1960).

## Membre de sociétés savantes
- Membre de la Première section de l’Académie des Sciences d’Outre-Mer (1950-1978).
- Secrétaire général du Comité français national de géographie (1961-1966).
- Président de l’Association des Amis et Anciens de l’Institut de Géographie de Paris (1965-1975).
- Président de la Commission au CFNG des Régions arides (1969-1972).
- Président de la Société de Géographie de Paris (1966-1974). Il en reçut plusieurs prix.

## Distinctions
- Officier du Nichan Iftikhar délivré par le Bey de Tunis - 17 septembre 1929
- Chevalier de la Légion d'honneur - 26 janvier 1953
- Chevalier du mérite saharien, signé par le ministre du Sahara - 1er juillet 1958
- Commandeur des Palmes Académiques - 22 août 1968

## Publications
- La Tunisie. Paris, Larousse, 1930. - in 8°, 208 p., ill.
- Le Djebel Nefousa (Tripolitaine). Étude Géographique. Paris, Larose, 1935. - in 8°, 352 p., 20 fig., 20 pl., 3 cartes h.t.
- La colonisation italienne en Libye. Problèmes et méthodes. Paris, Larose, 1935. - in 8°, 148 p., 5 fig. (Traduit en arabe par H. Haydar, Benghazi, 1968).
- La Tunisie orientale. Sahel et Basse Steppe. Étude géographique. Paris, Les Belles Lettres, 1940. - in 8°, 616 p., 39 fig., 20 pl., 1 carte h.t. - 2e éd. Paris, P.U.F., 1955. - in 4°, 554 p., 42 fig., 22 pl., 1 carte h.t. (Publ. de l'Institut des Hautes Études de Tunis).
- Mission scientifique au Fezzân (1944-1945). IIL Géographie humaine. Paris, Lechevalier, 1946. - in 8°, 268 p., 32 fig., 34 pl., 3 cartes h.t. (Publ, de l'Institut de recherches sahariennes d'Alger).
- L'Afrique blanche. 1. L'Afrique du Nord. Paris, P.U.F., 1949. - 3e éd., 1964. - in 8°, 622 p., 39 fig., VIII pl., 3 cartes h.t.
- Le Hodna (Algérie). Paris, P. U.F., 1953. -in 8°, 410 p., 33 fig., 20 pl., 3 cartes h.t. (Publ. de la Faculté des Lettres d'Alger).
- Afrique du Nord. Étude géographique. Films fixes no 2326 à 2340. - Paris, Ed. nouvelles pour l'Enseignement, 1954. - in 16°, 102 p., 15 films (En collaboration avec R. Bettembos).
- Le Djebel Amour (Algérie). Paris, P.U.F., 1957. - in 8°, 131 p., 9 fig., 18 pl., 3 cartes h.t. (Publ. de la Faculté des Lettres d'Alger).
- La Tunisie, Ses régions. Paris, A. Colin, 1961. - in 12°. - 2e éd. 1966. - in 12°, 224 p., 12 fig. (Trad. arabe par S. Mazigh, Tunis, 1969, 392 p.).
- Géographie de l'Afrique du Nord-Ouest (en collaboration avec R. Raynal). Paris, Payot, 1967. - in 8°, 570 p., 43 fig.